# ميتش مولوي
ميتش مولوي هو لاعب هوكي الجليد كندي، ولد في 10 أكتوبر 1966 في البحيرة الحمراء ‏ في كندا.

## وصلات خارجية
- ميتش مولوي على موقع دوري الهوكي الوطني (الإنجليزية)
- ميتش مولوي على موقع قاعة مشاهير الهوكي (لاعب أن.إتش.أل) (الإنجليزية)
- ميتش مولوي على موقع EliteProspects.com (الإنجليزية)
- ميتش مولوي على موقع HockeyDB.com (الإنجليزية)
- ميتش مولوي على موقع Hockey-Reference.com (الإنجليزية)